# Гуаякове дерево залізне
Гуаякове дерево залізне (лат. Guaiacum officinale, рідше Гуаляк лікувальний) — квіткова рослина, дерево родини парнолистових (Zygophyllaceae), один з кількох видів, відомих як lignum vitae — дерево життя та представник групи із загальною назвою залізне дерево. Використовується для багатьох виробів, які вимагають щільної та міцної деревини, та (щонайменше в минулому) для виготовлення корабельних гвинтів через властивності самозмазування. Це дерево також використовується в народній медицині. Через загрозу зникнення занесено до списку видів, заборонених для міжнародної торгівлі (Додаток I [Архівовано 19 травня 2007 у Wayback Machine.] конвенції СІТЕС). Екстракт смоли гуаякового дерева залізного використовують для виготовлення тесту на приховану кров, який використовується у більшості національних програм скринінгу раку товстої кишки. Псевдопероксидазна активність екстракту виявив у 1862 році данський фізіолог Ісаак ван Дін (1804-1869), перший гемокульт-тест (hemoccult brand FOBT) виробила лабораторія Smith Kline (SmithKline Diagnostics) у 1970 році.

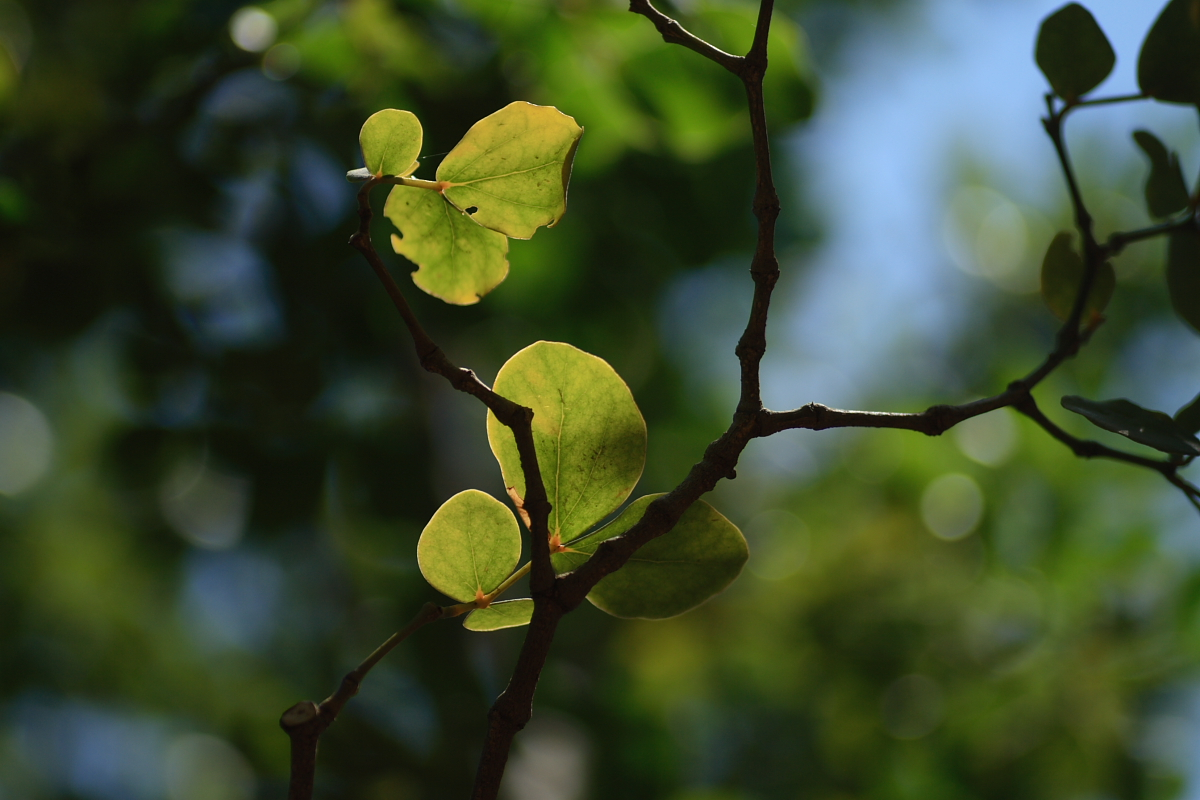
Листя Guaiacum officinale
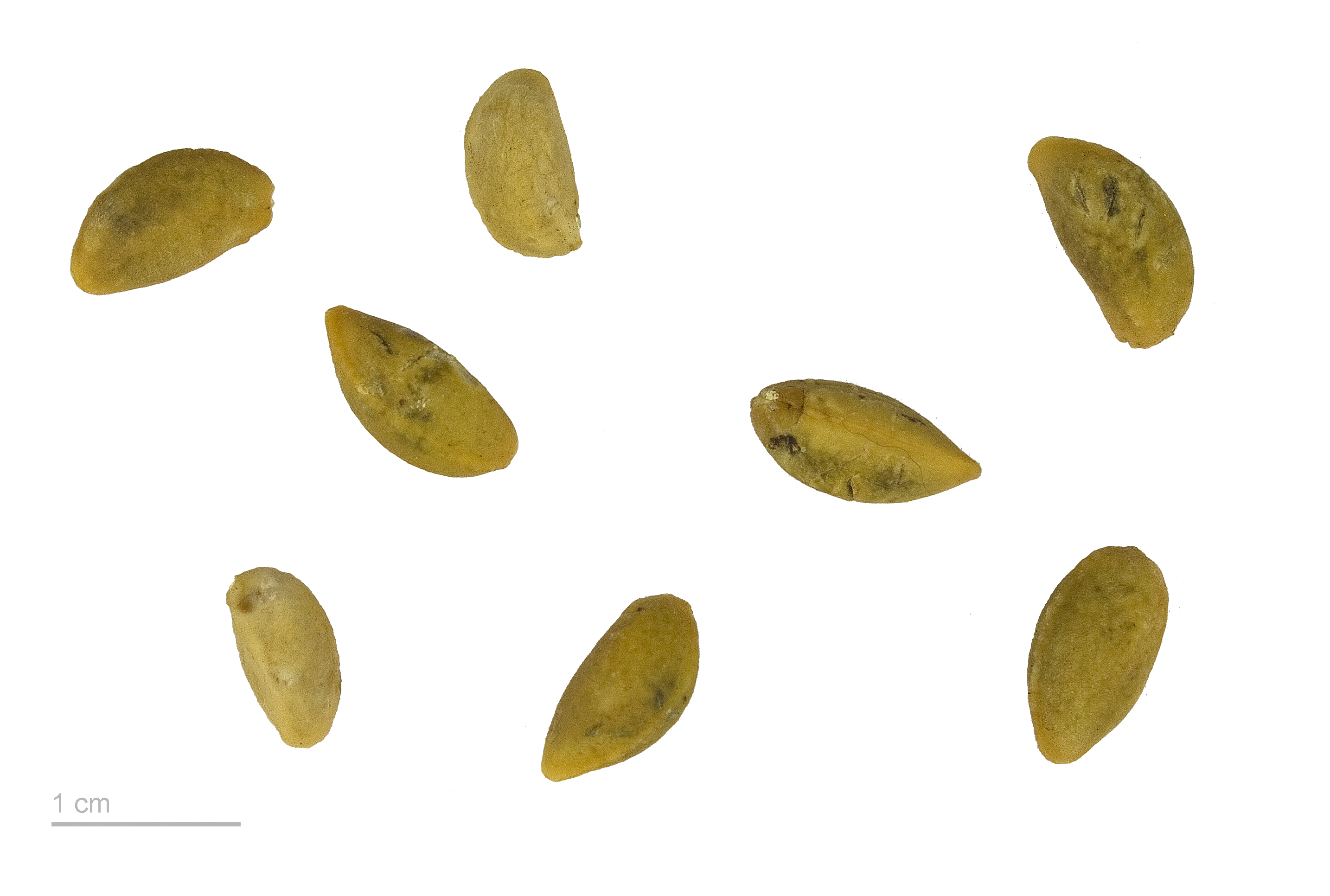
Насіння Guaiacum officinale — Тулузький музей
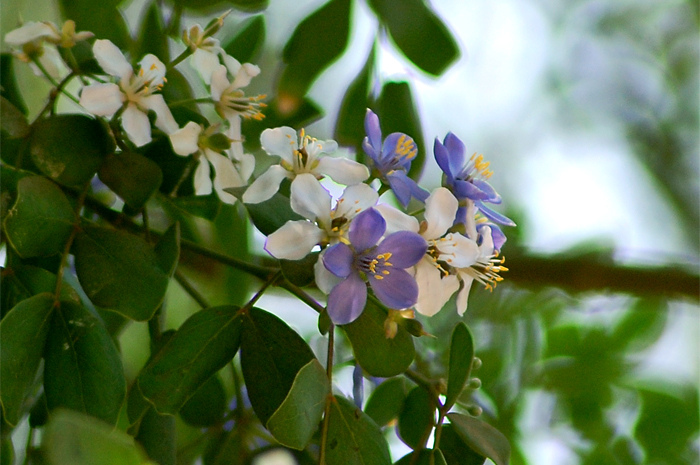
Квіти Guaiacum officinale'